# Ermita de San Roque (Arcones)

## Descripción
San Roque es uno de los santos populares que ha suscitado devoción en todo el mundo.
Existen levantadas muchísimas ermitas y capillas y en diferentes iglesias tienen una imagen de él, gracias a los favores que a lo largo de los siglos ha concedido principalmente en épocas de enfermedades y peste.
Situada al sur del municipio, a la izquierda del camino que nos lleva a la Cañada Real Soriana Occidental.
Esta ermita de San Roque es una pequeña construcción de gruesos muros de mampostería y cadenas de sillares en sus esquinas; la cornisa, también de piedra labrada, recorre el perímetro de la ermita para soportar la cubierta de madera sobre la que descansa el tejado a cuatro aguas.
La puerta de acceso, adintelada y recercada de sillería, nos conduce al austero interior que contiene un pequeño altar con la imagen del santo.
Se levanta como voto por la desaparición de una epidemia de peste que diezmó la población, peste que fue extensísima en la provincia en el año de 1599.
- Datos: Q5836199